# Türk Hava Yolları SK
Türk Hava Yolları SK är en sportklubb från Istanbul, Turkiet. Klubben är knuten till Turkish Airlines (turkiska Türk Hava Yolları). Den grundades första gången 1979 och lade ner verksamheten 1994 för att senare återstarta. Klubben började med schack 2004 och med volleyboll 2016.
Volleybollsektionen (damer) spelar  i Sultanlar Ligi (högsta serien). De har vunnit BVA Cup 2019 och 2020 och nådde semifinal i CEV Challenge Cup 2019-2020.